# Marcus Svensson
Marcus Svensson (Härslöv, 22 marzo 1990) è un tiratore a volo svedese, vincitore della medaglia d'argento nello skeet alle Olimpiadi di Rio de Janeiro 2016.

## Palmarès
- Giochi olimpici

Rio de Janeiro 2016: argento nello skeet.